# 绥阳林业局
绥阳林业局，又称绥阳重点国有林管理局，是一个位于中华人民共和国黑龙江省牡丹江市东宁市的类似乡级单位，亦是中国龙江森林工业集团（黑龙江省森林工业总局）所属的一个林业局，分属牡丹江林业管理局。
绥阳林业局始建于1948年，施业区总面积516451公顷。森林覆盖率86.7%。

## 行政区划
绥阳林业局下辖以下单位：
绥阳林业社区、细鳞河林场、双桥子林场、万宝湾林场、太平川林场、三节砬子林场、暖泉河林场、中股流林场、三岔河林场、元山林场、会川林场、道河林场、沙洞林场、河湾林场、黄松林场、双丫子林场、寒葱河林场、青山林场、二道岗子林场、八里坪林场、柳桥沟林场、向岭林场、新青林场。